# Minoru Mukaiya

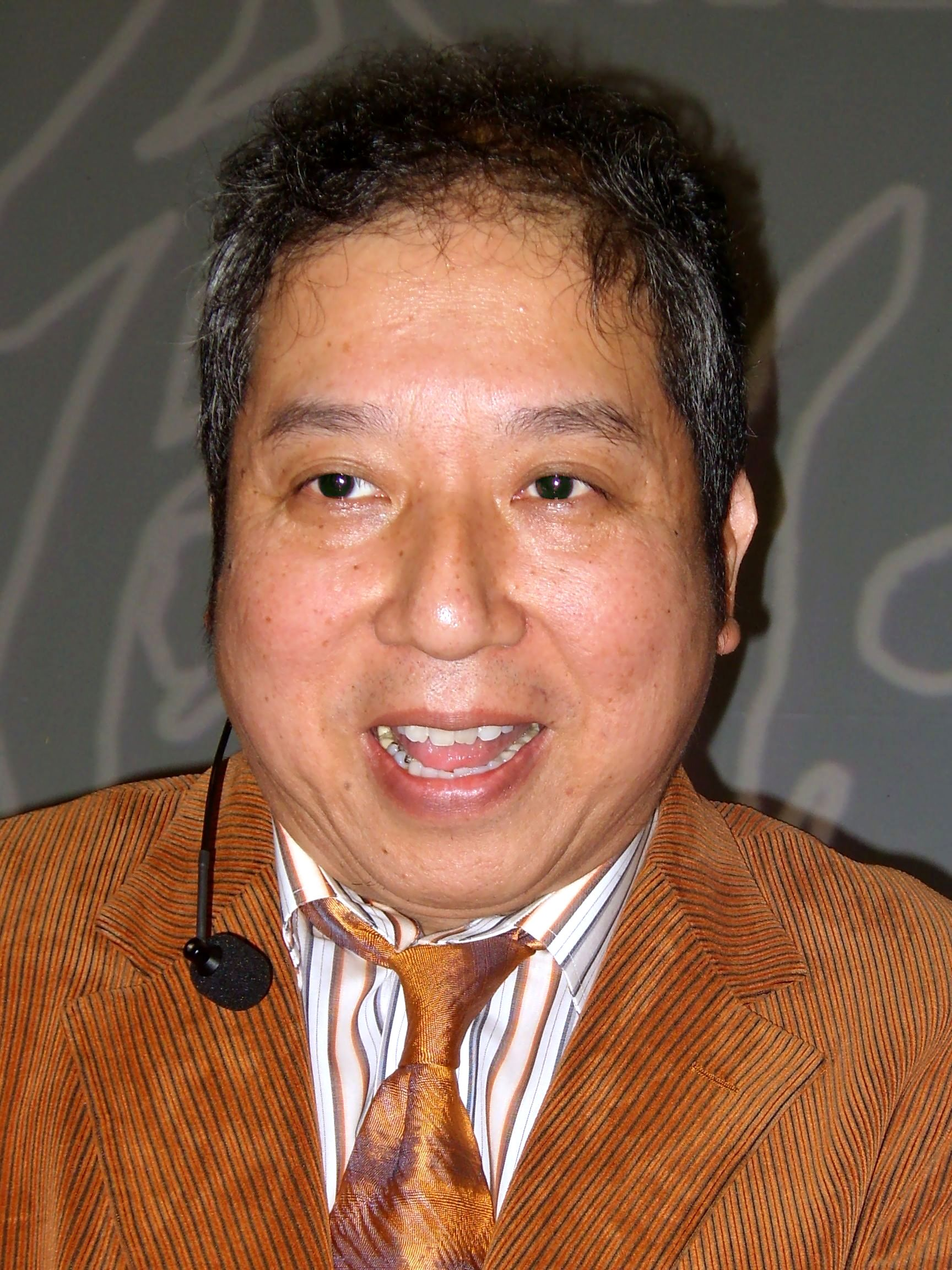
Minoru Mukaiya (2008)

Minoru Mukaiya (jap. 向谷 実, Mukaiya Minoru; * 20. Oktober 1956 in der Präfektur Tokio) ist ein japanischer Musiker.

## Leben und Wirken
Er begann im Alter von fünf Jahren mit dem Keyboardspiel. 1977 kam er als Keyboarder zur Jazz-Fusion-Band Casiopea. Nebenbei ist er auch Professor an der Nagoya University of Fine Arts.
Er komponierte für über 110 Stationen der Tokyo Metro und der Japan Railways Erkennungsmelodien.
Mukaiya ist Produzent des Zugsimulator-Spiels Train Simulator des Unternehmens Ongakukan, dessen Vorstandsvorsitzender er ist. Außerdem produziert er auch die Musik zu dessen Spielen.